# Cierniec filipiński
Cierniec filipiński (Siebenrockiella leytensis) – gatunek żółwia z rodziny batagurowatych (Geoemydidae) i podrzędu żółwi skrytoszyjnych.

## Wygląd
Cierniec filipiński posiada brązowy, czerwonobrązowy lub czarny karapaks, który osiąga długość 21 cm. Większe osobniki mogą osiągać 30 cm długości, chociaż jest to stosunkowo rzadkie. Grzbiet występuje tylko na tylnych tarczkach kręgowych lub nie ma go wcale. Przedni brzeg pancerza jest mocno ząbkowany, a tarczki brzeżne wystają poza tarczki szyjne. Tarczki kręgowe są szersze niż dłuższe.
Plastron jest czerwonobrązowy, rzadziej czarny, czasami z plamami żółtego. U osobników młodocianych plastron jest jednolicie żółty. Mostek (zawias łączący plastron z karapaksem) ma ten sam kolor co plastron. Plastron jest znacznie mniejszy od karapaksu i wąski zarówno z przodu jak i z tyłu. Posiada głębokie wcięcia między wystającymi tarczkami gardzielowymi, a także między gardzielami a kośćmi ramiennymi.
Skóra nóg, ciała i szyi jest szorstka w dotyku, pokryta drobnymi guzkami. Głowa jest brązowa, czasami nakrapiana na skroniach jasnobrązowymi, pomarańczowymi lub czerwonymi plamkami. Przez głowę przebiega cienka jasnożółta linia tuż za otworami uszu. Linia ta jest bardziej widoczna u młodszych osobników.
Szczęka górna jest haczykowata, a skóra po bokach szyi jest jaśniejsza. Szczęka dolna może czasami posiadać parę małych żółtych plamek po bokach.
Nogi posiadają nieregularne, poprzeczne łuski i są ciemniejsze z przodu. Cztery poprzeczne łuski występują na przednich kończynach. Wszystkie kończyny posiadają błony pławne oraz duże pazury. Ogon jest jednolicie jasnobrązowy.
Żółw ten jest stosunkowo łatwy do rozpoznania. Można go odróżnić od wszystkich innych żółwi po silnie wystających tarczkach kręgowych w kształcie liści miłorzębu, braku łuków skroniowych w czaszce i wspomnianych wcześniej jasnych liniach na głowie.

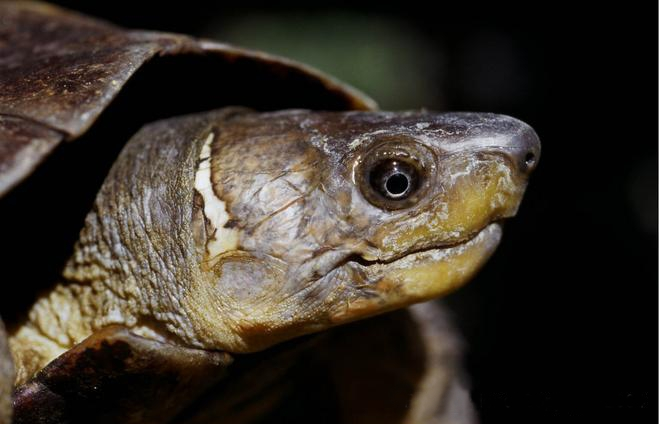
Głowa

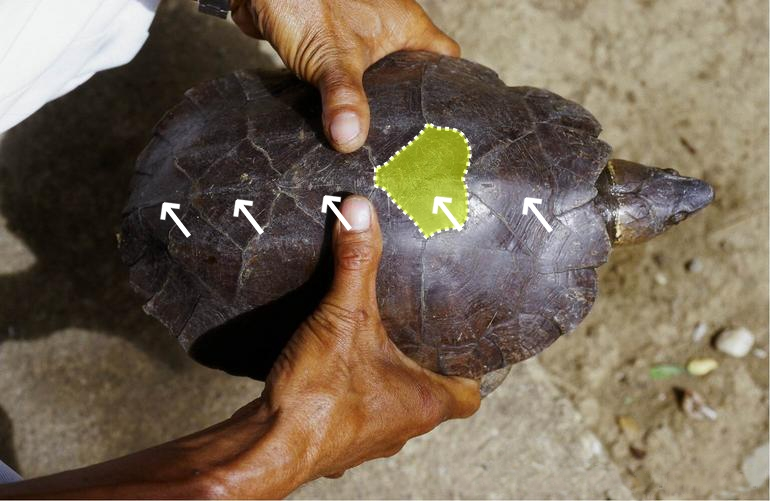
Tarczki kręgowe

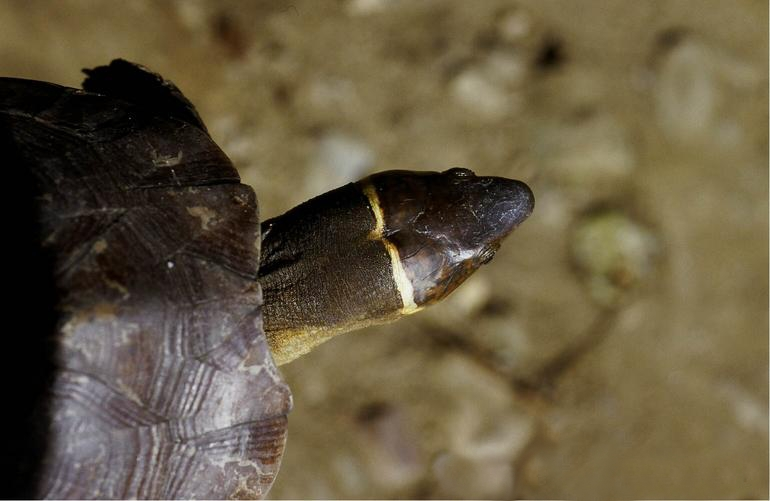
Żółta linia przebiegająca przez głowę

## Taksonomia
Jest klasyfikowany w rodzaju Siebenrockiella w podrodzaju Panyaenemys (często błędnie pisanym jako Panayanemys bądź Panyanemys). Należy do podrodziny Geoemydinae w obrębie rodziny Geoemydidae.
Dawniej był klasyfikowany do rodzaju Heosemys, w 2005 roku został przeniesiony do wcześniej monotypowego rodzaju Siebenrockiella przez Diesmosa i in. na podstawie porównania morfologicznego i genetycznego z Siebenrockiella crassicollis.
Nazwa podrodzaju pochodzi od słowa panya-en z języka Pala'wan. Słowo to zostało użyte przez lokalnego mieszkańca Palawanu do opisania żółwi w badaniu z 2003 roku. Słowo to oznacza „zaczarowany”, prawdopodobnie dlatego, że żółwie te były ulubionymi zwierzętami duchów lasu. -emys pochodzi od greckiego słowa εμύς, oznaczającego „żółw słodkowodny”.
Nazwa rodzajowa została ustanowiona na cześć austriackiego zoologa Friedricha Siebenrocka. Podczas gdy nazwa gatunkowa oznacza „z (wyspy) Leyte”. Jest to nazwa błędna, ponieważ żółw w rzeczywistości pochodzi Palawanu i okolicznych wysp i nie występuje na Leyte.

## Historia odkrycia
Gatunek został po raz pierwszy opisany przez amerykańskiego herpetologa Edwarda Harrisona Taylora w 1920 roku jako Heosemys leytensi. Autor opisał go na podstawie dwóch okazów (samca i samicy) zebranych przez Gregorio Lopeza, rzekomo z bagien gminy Cabalian w południowej Leyte (obecnie znanej jako gmina San Juan). Okazy te zostały niestety zniszczone podczas II wojny światowej podczas bombardowania Manili.
Do 1988 roku nie odnotowano obecności żadnych innych okazów, kiedy to żółw został zakupiony od miejscowego mieszkańca Taytay na Palawanie. Wierząc, że żółw dostał się tam poprzez handel między wyspami, liczni herpetolodzy przeszukiwali południową część wyspy Leyte w poszukiwaniu innych osobników. Ich brak doprowadził do obaw, że żółw ten już wyginął.
W 2001 roku, podczas oceny endemicznej fauny wyspy Palawan, ponownie odkryto żywe okazy. Diesmos i in. (2004) doszli do wniosku, że Taylor i/lub Lopez mogli w jakiś sposób pomylić lokalizację oryginalnych okazów. Lopez zebrał również okazy żółwi z wysp Coron i Busuanga w pobliżu Palawanu. Okazy z Palawanu mogły zostać omyłkowo zamienione z rzeczywistymi okazami z Leyte (które prawdopodobnie były innym gatunkiem). Obecnie zakłada się, że gatunek nigdy nie został wywieziony poza Palawan, a zatem okazy w rzeczywistości nie pochodziły z Leyte.

## Występowanie i siedlisko
Gatunek ten znany jest jedynie z północnego Palawanu i okolicznych wysp. Należą do nich wyspa Dumaran , gdzie gatunek ten jest nadal stosunkowo liczny w strumieniach. Uważa się, że w innych miejscach ich populacja gwałtownie spada. Szczególnie w rejonach Taytay i San Vicente. Szacuje się, że jego obszar występowania wynosi mniej niż 100 km².

## Zachowanie
Ze względu na rzadkość występowania żółwia, niewiele wiadomo o jego cyklu życia. Jednak z obserwacji wynika, że gady te charakteryzują się długą długością życia i wysokim wskaźnikiem przeżywalności osobników dorosłych. Podobnie jak u większości żółwi, ich dojrzewanie płciowe jest opóźnione.
Są wszystkożerne, zjadają komercyjnie dostępny pokarm dla żółwi, rośliny wodne oraz obserwowano, jak polują na małe ryby i skorupiaki. Najbardziej aktywne są wczesnym rankiem i późnym wieczorem.

## Zagrożenia
Gatunek wzbudza wielkie zainteresowanie wśród miłośników żółwi. Ze względu na wcześniejszą niemożność odnalezienia go na wolności oraz z uwagi na zagrożenia wynikające z utraty siedlisk i ze strony kolekcjonerów, żółw ten jest klasyfikowany jako gatunek krytycznie zagrożony.
Ze względu na podatność gatunku na stres i wyjątkowo agresywne zachowanie terytorialne osobników płci męskiej, gady te nie radzą sobie dobrze w niewoli. Niemniej jednak, w 2009 roku, znaczna liczba tych żółwi (ponad 171 osobników udokumentowanych w ciągu czterech lat) była nielegalnie sprzedawana na głównych targach zwierząt domowych w Manili. Większość osobników to osobniki młode lub młode dorosłe. W latach 2009-2011 gatunek ten zajmował szóste miejsce wśród najczęściej konfiskowanych gatunków na Filipinach.
Ponadto wiele okazów (z Palawanu) oferowanych na sprzedaż miało małe dziurki w pancerzu, co wskazuje, że przynajmniej niektóre były trzymane w niewoli jako zwierzęta domowe. Wiadomo, że miejscowi mieszkańcy Palawanu trzymają te zwierzęta w korytach z wodą dla świń domowych, ponieważ mają one przynosić szczęście gospodarstwu domowemu i świniom.

## Ochrona
Chociaż kilka filipińskich placówek naukowych rozpoczęło badania nad siedliskami gatunku, brak funduszy uniemożliwił ich pełne przeprowadzenie, a do czasu przeprowadzenia dalszych badań należy nadal uważać go za gatunek zagrożony.
Handel jest zakazany na arenie międzynarodowej na mocy konwencji CITES, a na terytorium Filipin na mocy ustawy o ochronie dzikiej przyrody.